# Hans-Werner Hector

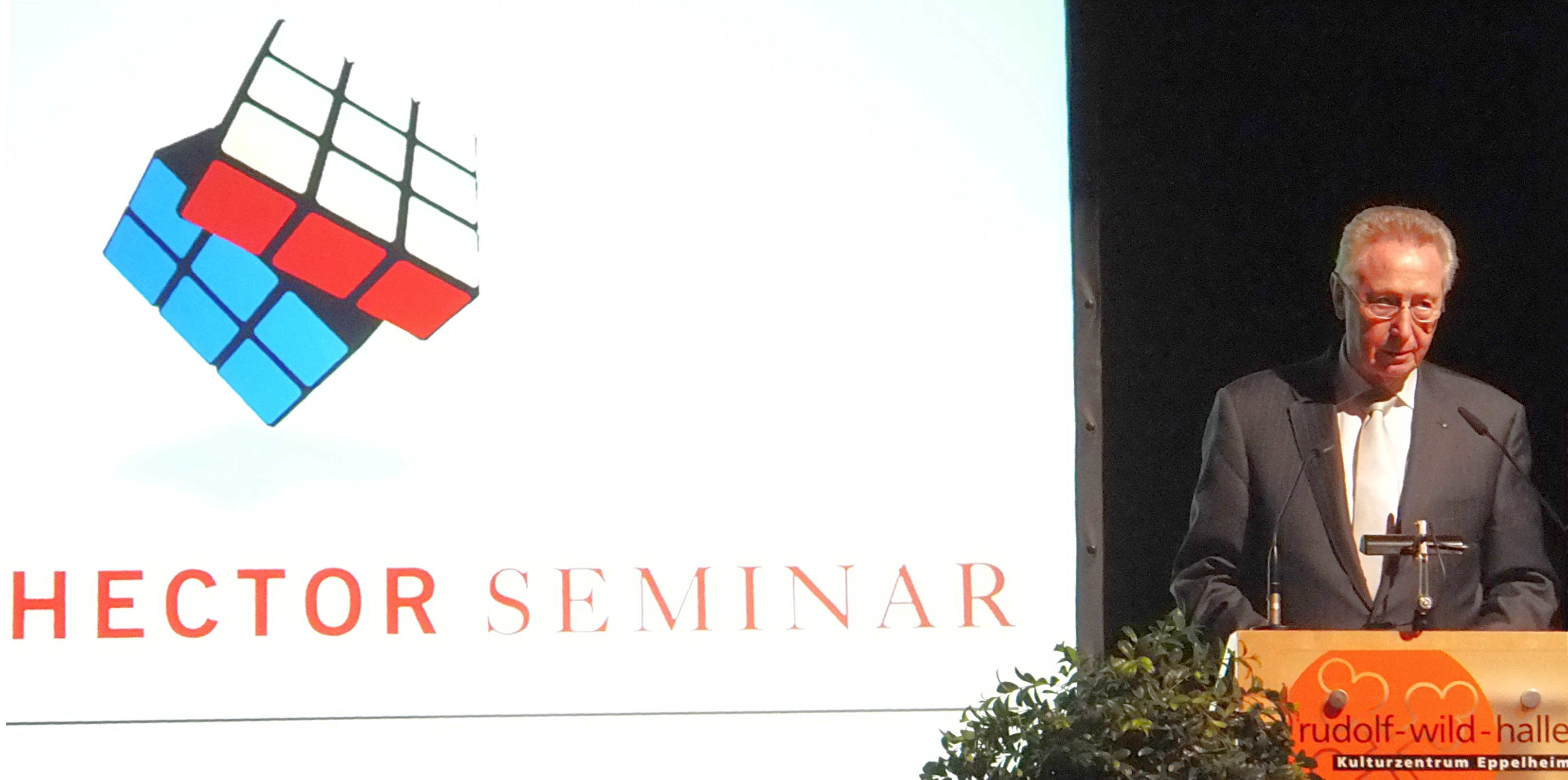
Hans-Werner Hector bei der Abschlussfeier des Hector-Seminars im Jahre 2012 in Eppelheim.

Hans-Werner Hector (* 17. Januar 1940 in Kaiserslautern) ist ein deutscher Diplom-Mathematiker, Unternehmer und einer der Gründer des Softwareunternehmens SAP.

## Leben
Hans-Werner Hector studierte Mathematik an der Universität des Saarlandes und arbeitete danach bei der IBM in Mannheim. Hier erkannte er mit seinen Kollegen Hasso Plattner, Claus Wellenreuther, Dietmar Hopp und Klaus Tschira das Potential betriebswirtschaftlicher Standardsoftware. Sie machten sich 1972 mit der Firma „SAP Systemanalyse und Programmentwicklung“ selbständig. Mit dem Wachstum des Unternehmens verantwortete Hector nach dem Börsengang die Entwicklung des US-Geschäfts.
Mitte der 1990er Jahre schied er aus dem operativen Geschäft aus. 1996 verkaufte er einen Großteil seiner SAP-Aktien. Der Erlös machte ihn mit einem geschätzten Vermögen von 1,6 Milliarden Euro zu einem der reichsten Menschen Deutschlands. Der Verkauf der Aktien an den von der UBS International Trustees Ltd., Jersey, verwalteten Eugenia Trust war stark umstritten. Hectors Verhältnis zu den drei anderen seinerzeit noch im Unternehmen verbliebenen Gründern Dietmar Hopp, Hasso Plattner und Klaus Tschira gilt seitdem als zerrüttet.
Danach investierte Hector in Unternehmensgründungen in den Bereichen Software, Biotechnologie und Gesundheit. Außerdem betätigte er sich gemeinsam mit seiner Frau Josephine Hector als Sponsor im kulturellen Bereich und in der medizinischen Forschung. Am 25. November 2003 verlieh die Universität Karlsruhe Hans-Werner Hector die Ehrendoktorwürde für seine Verdienste um die Förderung hochbegabter Schüler im Rahmen der von ihm initiierten so genannten Hector-Seminare.

### H.W. & J. Hector-Stiftung
Die H.W. & J. Hector-Stiftung fördert die Kunsthalle Mannheim, die jährlich den von Hans-Werner Hector gestifteten Hector-Kunstpreis verleiht. Außerdem vergibt die Stiftung den mit 20.000 Euro dotierten Hector-Forschungspreis für HIV-Forschung. Im Jahre 2011 spendete das Ehepaar Hector 50 Millionen Euro für einen Neubau eines Anbaus an die Kunsthalle aus den 1980er Jahren.
Die Hector-Stiftung fördert ab 2022 zehn Jahre lang mit insgesamt 100 Millionen Euro den Aufbau eines ersten ELLIS-Instituts (European Laboratory for Learning and Intelligent Systems) auf dem Cyber Valley Campus in Tübingen, das auf dem Gebiet Künstliche Intelligenz forschen soll. Gründungsdirektor des Instituts ist Bernhard Schölkopf, Direktor am Max-Planck-Institut für Intelligente Systeme in Tübingen.

### Hector Wissenschaftsfonds
Im März 2008 brachte er 200 Millionen Euro in den Hector Wissenschaftsfonds ein. Aus diesem Stiftungsvermögen sollen jährlich fünf Millionen Euro für das Karlsruher Institut für Technologie erwirtschaftet werden.
Die Spende von 200 Millionen in den Hector Wissenschaftsfonds war 2008 eine der größten Uni-Stiftungen bislang und galt als eine der höchsten privaten Zuwendungen der deutschen Universitätsgeschichte. Hector hatte gemeinsam mit seiner Frau Josefine die Universität Karlsruhe schon vorher unterstützt. Das Ehepaar gilt als einer der wichtigsten Stifter des Landes Baden-Württemberg für Kultur und Medizin. In Verbindung mit seiner Stiftung an die Universität Karlsruhe kritisierte Hector, dass Bildung in der Politik keinen Stellenwert habe. Jedoch könne sich eine Gesellschaft nicht nur auf der Politik ausruhen.

### Hector Fellow Academy
Am 2. Dezember 2013 gründete er die Hector Fellow Academy. Die junge Wissenschaftsakademie hat zum Ziel, den mit dem Hector Wissenschaftspreis ausgezeichneten Professorinnen und Professoren eine Plattform zum Austausch und gemeinsamen interdisziplinären Forschungsprojekten zu bieten.

## Ehrungen
Gemeinsam mit seiner Frau erhielt Hector am 25. März 2003 das Bundesverdienstkreuz am Bande.
2007 wurde ihm von der Universität Karlsruhe die Würde eines Ehrensenators verliehen.
Die Stadt Weinheim ernannte Hector und seine Frau 2011 zu Ehrenbürgern. Beide wurden von der TSG Weinheim für ihre maßgebliche Unterstützung bei der 1997 gegründeten Kindersportschule (KISS) und den Neubau des Hector-Sport-Centrums am städtischen Sepp-Herberger-Stadion im Jahr 2009 zu Ehrenmitgliedern ernannt.
Ebenfalls zusammen mit seiner Frau erhielt Hector im Januar 2014 den Verdienstorden des Landes Baden-Württemberg.
Am 6. März 2016 erhielten Hector und seine Frau aufgrund ihres Engagements den Ehrenpreis des Kurpfälzischen Kammerorchesters. Der Preis wurde im Rahmen des fünften Abonnementkonzerts 2016 von Dietmar von Hoyningen-Huene, dem Vorsitzenden des Trägervereins, überreicht.
Für 2017 wurden Hans-Werner und Josephine Hector die Leibniz-Medaille der Berlin-Brandenburgischen Akademie der Wissenschaften zugesprochen.